# 六郷橋
六郷橋（ろくごうばし）は、東京都大田区東六郷と神奈川県川崎市川崎区本町との境の多摩川に架かる、国道15号（第一京浜国道）の橋である。旧橋と対照して新六郷橋とも呼ばれる。長さ443.7m、幅34.4m。
大師橋と多摩川大橋の間に位置し、河口から数えて４番目にある。南東に流れる多摩川が蛇行し、六郷橋の河口側から流路が東北東になるため、六郷橋は多摩川に架かる橋の中で最南に位置する。多摩川を渡る主要道路の一つであり、川崎側では国道409号（大師道）と交差する。上流側に、京急本線六郷川橋梁と東海道本線六郷川橋梁が平行して架かっている。
六郷橋は東京箱根間往復大学駅伝競走（箱根駅伝）の通過点としても知られるが、東京都と神奈川県の境界に位置しており、六郷橋を境として東京都側の交通規制・先導等は警視庁、神奈川県側の交通規制・先導等は神奈川県警察が担当している。

## 歴史

### 六郷大橋と六郷の渡し

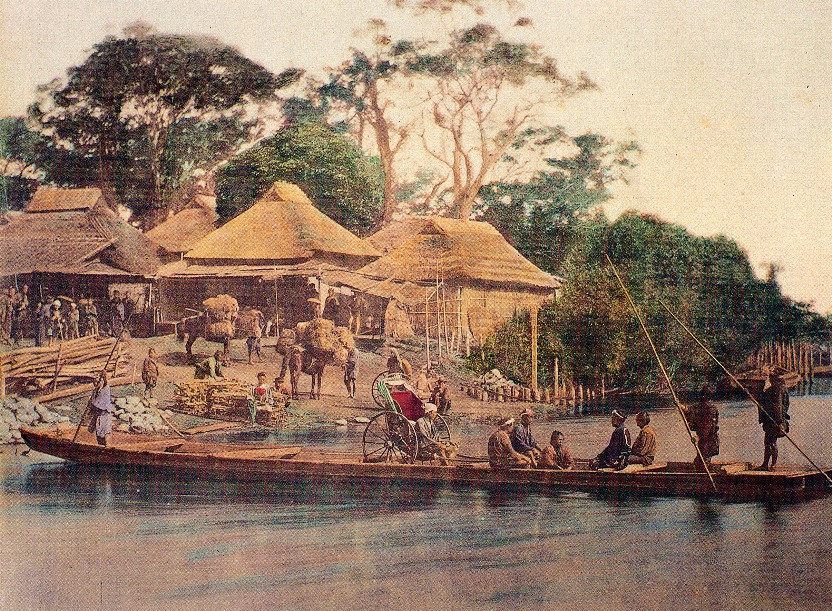
1860年代の川崎六郷の渡し。ベアト撮影。

六郷は東海道が多摩川を横切る要地で、慶長5年（1600年）に徳川家康が六郷大橋を架けさせた。慶長18年（1613年）、寛永20年（1643年）、寛文2年（1662年）、天和元年（1681年）、貞享元年（1684年）に架け直され、貞享元年のものが江戸時代最後の橋になった。1688年（貞享5年）の洪水以後、橋は再建されず、かわりに六郷の渡しが設けられた。
六郷大橋は千住大橋、両国橋とともに江戸の三大橋とされた。寛文2年の橋は、長さ107間 (194.5m)、幅4間1尺7寸 (約8m)、高欄の高さが4尺3寸 (1.3m)。貞享元年の橋は長さ111間 (202m)、幅4間2尺 (約8m) であった。

### 左内橋
1874年（明治7年）1月に鈴木左内が私費で六郷の渡しに左内橋を架けた。長さ60間（109m）、幅3間（5.5m）の木橋で、通行料を徴収した。この橋は1878年（明治11年）9月に洪水で流された。

### 1883年の橋
左内橋が流された後しばらく橋がない状態が続いたが、地元の人々が六郷架橋組合を作って1883年（明治16年）に有料の橋を架け、六郷橋と名づけた。1885年（明治18年）に破損したものの引き続き使用され、1900年（明治33年）に京浜電気鉄道（後の京浜急行電鉄）が買収した。1903年（明治36年）には通行料の徴収をやめ、1906年（明治39年）に国に譲渡されたが、1910年（明治43年）に流された。

### 1910年の橋

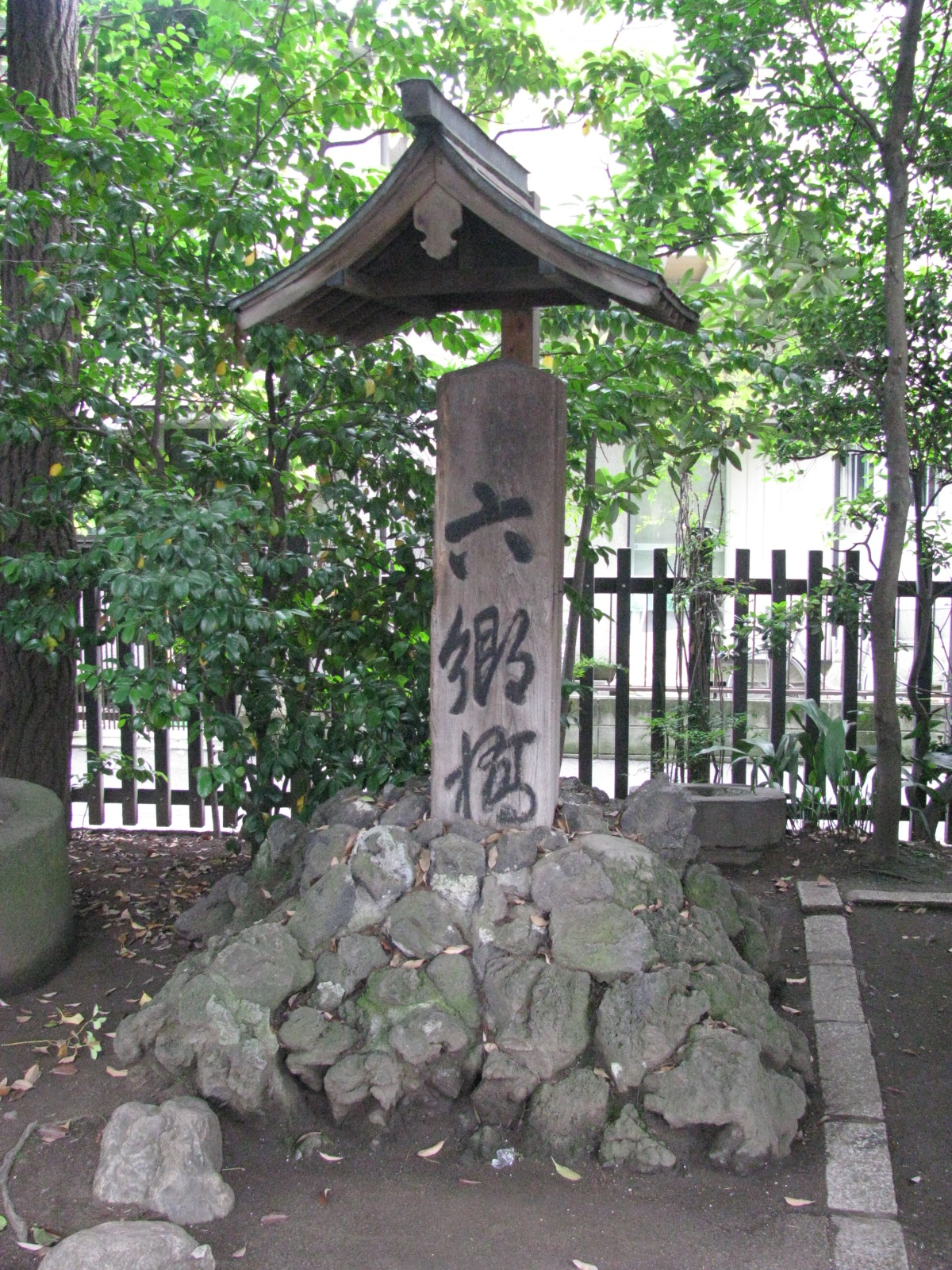
1910年の親柱
現在は、六郷神社に置かれている。

流された橋のかわりに長さ52間 (95m)、幅3間 (5m) の仮橋が架けられた。1913年（大正2年）にこの橋も流され、再建された。この橋の親柱は六郷神社に保存されている。

### 1925年の橋

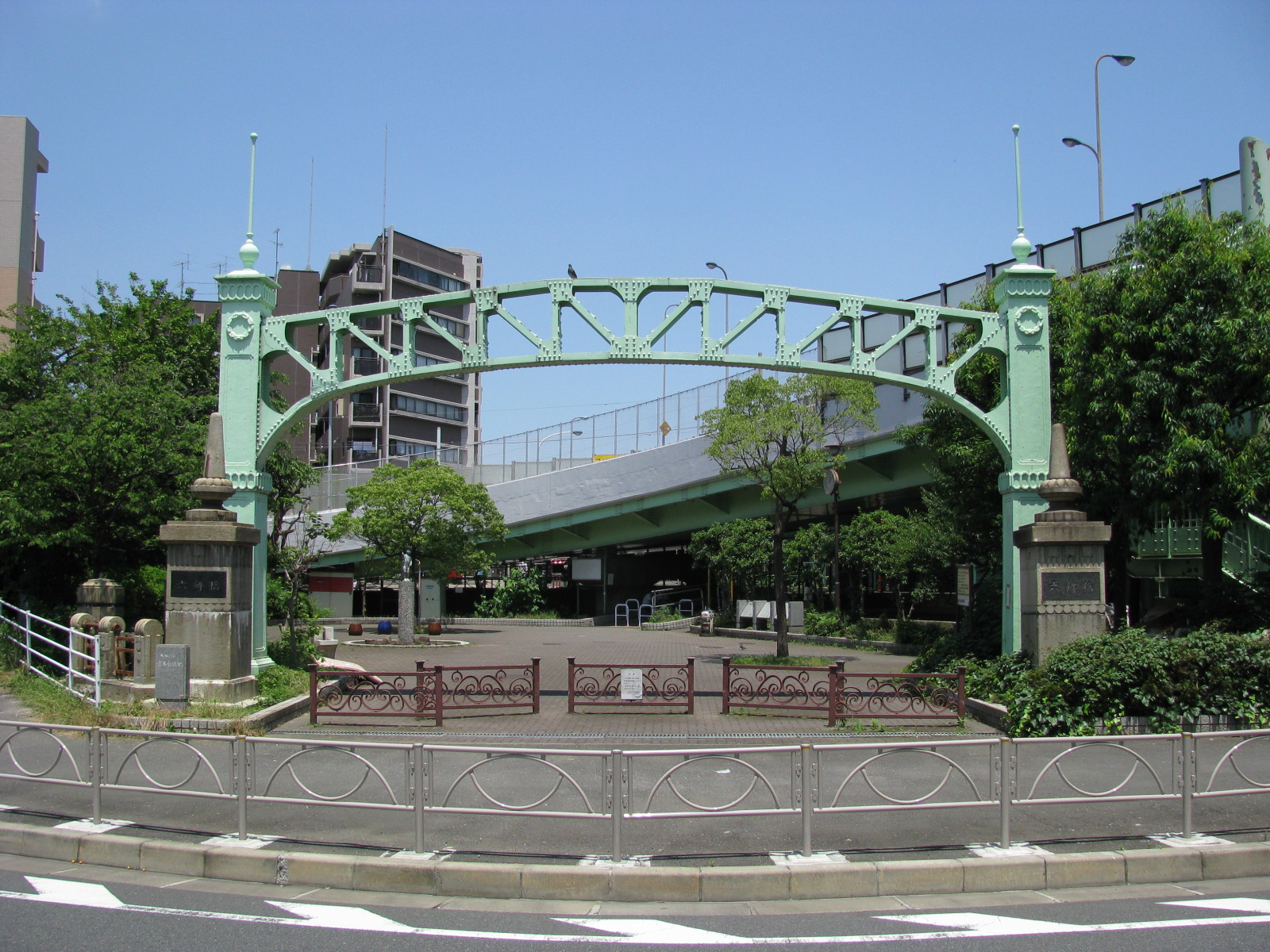
1925年の橋門と親柱
六郷橋脇の宮本台緑地にある橋門と親柱。

1925年（大正14年）8月には長さ446.3m、幅16.4m の六郷橋が架けられた。川の水路部分を1本の橋脚と連結した2つのアーチ（タイドアーチ）で越え、河川敷の部分は連続桁橋であった。片側1車線の車道に加え、両側に歩道があった。この時の工事を請け負った業者の1つが、俳優・船越英一郎の曽祖父が営む飯島組である。
1984年12月、架け替えのための解体・撤去作業中に橋桁が落下し、死傷者18名を出す事故となった。この橋の親柱は、東京側を宮本台緑地公園に川崎側を稲毛公園に移設された。宮本台緑地には、この橋の橋門も保存されており、その柱にはこのときの事故で亡くなった5人の氏名と、作家の森村桂による鎮魂の詩が刻まれたプレートが取り付けられている。

### 1984年の橋
六郷橋の拡幅のために架け替えられたのが、現在ある橋である。1979年（昭和54年）に工事を始め、段階的に工事を進めた。1984年（昭和59年）3月に旧橋の上流側に接して新橋の一部が完成し、交通を切り替えた。次に旧橋を撤去して1987年（昭和62年）に新橋が完成した。その後第3期の工事が完了したのは1997年（平成9年）であった。橋の幅は倍以上となり、車道も片側3車線に増加した。

## 近隣の橋など
- 多摩川
  - （上流）－京浜東北線六郷川橋梁－東海道本線六郷川橋梁－京急六郷川橋梁－六郷橋－河港水門－六郷水門－大師橋－（下流）

## 関連文献
- 斎藤長秋 編「巻之二 天璇之部 六郷渡」『江戸名所図会』 一、有朋堂書店、456-459頁。NDLJP:1174130/234。